# 1956 في تونس
فيما يلي قوائم الأحداث التي وقعت خلال عام 1956 في تونس.

## سياسة

### تعيين في المنصب
- 20 مارس – محمد الأمين باي ملك تونس.
- 11 أبريل – الحبيب بورقيبة رئيس حكومة تونس.

## مواليد

### يناير
- 1 يناير – بيار ليفي فيلسوف فرنسي.[1]
- 1 يناير – عائشة الفيلالي فنانة تشكيلية تونسية.
- 1 يناير – علي بلحاج سياسي جزائري.
- 1 يناير – فرج سلامة
- 1 يناير – هيلين كاتزارس ممثلة تونسية.
- 11 يناير – محمد صالح العرفاوي سياسي من تونس.
- 17 يناير – فوزي منصوري لاعب كرة قدم جزائري.[2]
- 22 يناير – كمال بالناصر سياسي من تونس.

### فبراير
- 1 فبراير – لطيفة لخضر[3]
- 8 فبراير – حاتم بن سالم سياسي من تونس.

### يونيو
- 4 يونيو – صلاح الدين مالوش سياسي من تونس.
- 5 يونيو – سلمى اللومي الرقيق

### يوليو
- 20 يوليو – تشارلي ماجرى ملاكم من المملكة المتحدة.

### أكتوبر
- 24 أكتوبر – ليلى بن علي سياسية من تونس.[4]

### نوفمبر
- 11 نوفمبر – وليد البناني سياسي من تونس.

### ديسمبر
- 15 ديسمبر – أسامة الرمضاني سياسي تونسي.
- 24 ديسمبر – عمر الجبالي لاعب كرة قدم تونسي.[5]

## وفيات

### مايو
- 22 مايو – محمود بورقيبة (مواليد 1909) شاعر تونسي.